# Senecio phylicifolius
Senecio phylicifolius là một loài thực vật có hoa trong họ Cúc. Loài này được Poepp. ex DC. miêu tả khoa học đầu tiên năm 1838.